# 阿那白滯素
阿那白滯素（INN：anakinra）商品名Kineret，是一種白介素-1信号传递抑制剂或IL-1受体拮抗剂（IL-1Ra），用於治療類風濕性關節炎、隱熱蛋白相關週期性綜合症、家族性地中海熱、成人史迪爾氏病，屬於一種生物製藥。
阿那白滯素的結構是人類白細胞介素1受體拮抗劑蛋白质的重組及修改版本。Swedish Orphan Biovitrum生物製藥公司於2008年將其上市。一般經由皮下注射投藥。

## 醫療用途
在美国，另有作为标签外用途（超说明书使用），其疗效显著，有学者提出“治疗失败时应重新评估诊断”。
作为标签外用药，阿那白滞素还被用于治疗幼年特发性关节炎（全身型）、痛风、二水合焦磷酸钙晶体沉积病、贝赫切特综合征、强直性脊柱炎、葡萄膜炎及其他自身炎症性疾病。
2021年12月，欧洲药品管理局批准阿那白滞素用于"治疗需要补充氧气（低流量或高流量氧疗）且存在进展为严重呼吸衰竭风险的COVID-19肺炎成人患者，其判断标准为血液可溶性尿激酶纤溶酶原激活物受体（suPAR）水平≥6 ng/ml"。2022年11月，美国食品药品监督管理局通过紧急使用授权批准其用于"治疗需要补充氧气（低流量或高流量氧疗）且存在进展为严重呼吸衰竭风险、血浆可溶性尿激酶纤溶酶原激活物受体（suPAR）水平可能升高的COVID-19住院成人患者"。

## 安全性
尚未在孕妇群体中进行临床试验，但动物研究显示其安全性良好。
本品禁用于以下患者： 存在活动性感染或潜伏性结核病、白细胞计数低下、以及正在使用肿瘤坏死因子抑制剂治疗者

## 不良反应
使用阿那白滞素的患者中超过10%会出现注射部位反应、头痛以及胆固醇水平升高 1%-10%**可能出现严重感染、白细胞减少或血小板减少关于癌症风险，目前尚不明确阿那白滞素是否会增加患癌风险。相关研究存在复杂性，因为类风湿关节炎患者本身癌症风险较高。

## 化学特性
阿那白滞素与天然白细胞介素1受体拮抗剂的差异在于结构修饰，在其N端额外添加了一个甲硫氨酸氨基酸残基和翻译后修饰：由于采用大肠杆菌工业发酵生产，该重组蛋白未发生糖基化修饰

## 历史沿革
- - 批准时间线：

- **2001年**：获美国食品药品监督管理局批准用于医疗用途
- **2002年**：获欧洲联盟批准上市。临床应用扩展：
2018年NHS英格兰发布《临床委托政策：阿那白滞素治疗周期性发热和自身炎症性疾病（全年龄段）》，将其列为：施尼茨勒综合征的一线治疗药物，对一线治疗无效的家族性地中海热、高IgD综合征（即甲羟戊酸激酶缺乏症）和TNF受体相关周期性综合征(TRAPS)的治疗选择。同期发布的《临床委托政策：阿那白滞素/托珠单抗治疗对二线治疗无效的成人斯蒂尔病（成人）》批准其作为"对具有激素节省效应的DMARDs药物无效患者的三线治疗方案"。2020年12月获美国FDA批准用于治疗白细胞介素-1受体拮抗剂缺乏症(DIRA)，这是一种罕见的婴儿期自身炎症性疾病。2021年俄罗斯联邦卫生部批准用于冷吡啉相关周期性综合征(CAPS)治疗。NHS英格兰10月发布《临床委托政策：阿那白滞素治疗噬血细胞性淋巴组织细胞增生症（HLH）（全年龄段患者）》，扩展至噬血细胞性淋巴组织细胞增多症治疗领域

## Society and culture

### Legal status
|         | Condition | Condition | Condition | Condition | Condition    | Condition | Condition | Condition | Condition |
| Country | RA        | CAPS      | FMF       | AOSD      | Schnitzler's | MKD       | TRAPS     | DIRA      | HLH       |
| ------- | --------- | --------- | --------- | --------- | ------------ | --------- | --------- | --------- | --------- |
| US      | 2001      |           |           |           |              |           |           | 2020      |           |
| UK      |           |           |           | 2018      | 2018         | 2018      | 2018      |           | 2021      |
| EU      | 2002      | 2002      | 2002      |           |              |           |           |           |           |
| Russia  |           | 2021      |           |           |              |           |           |           |           |

## 研究进展
- 罕见病治疗：

- 2019年报道显示，阿那白滞素成功治疗了一名67岁男性因NALP3基因突变导致的脑膜炎，该病例来自未确诊疾病网络研究项目
- 病毒与妊娠研究

- 约翰斯·霍普金斯大学2019年研究发现，阿那白滞素可降低感染寨卡病毒孕鼠的胎死率和先天缺陷
- 肿瘤转移抑制

- 曼彻斯特大学2019年11月研究提示，该药或可阻止乳腺癌骨转移
- 化疗副作用控制

- 2021年研究显示，该药可减轻长春新碱化疗导致的神经病理性疼痛，研究者认为"重新定位使用阿那白滞素可能是预防长春新碱诱导周围神经病变的有效联合治疗策略"
- 皮肤病学应用

- 2022年综述指出，该药对多种皮肤病有效，证据最充分的是化脓性汗腺炎、贝赫切特病、穆克尔-韦尔斯综合征和SAPHO综合征
- 抗衰老研究

- 2023年哥伦比亚大学研究发现，该药可改善老年小鼠造血干细胞功能，研究者认为"靶向IL-1作为微环境炎症的关键介质，是改善衰老过程中造血功能的可行策略"

### COVID-19治疗研究
阿那白滞素通过靶向过度炎症反应机制，被用于多项COVID-19临床试验。2021年对9项研究（共1119例）的荟萃分析显示："现有证据表明，阿那白滞素治疗可降低非插管住院患者的有创机械通气需求和死亡风险，且不增加不良事件风险"。
2021年9月《自然-医学》发表研究显示，基于可溶性尿激酶纤溶酶原激活物受体(suPAR)水平指导使用阿那白滞素，可显著改善高风险COVID-19肺炎患者的预后。

## 外部鏈接
- . Drug Information Portal. U.S. National Library of Medicine.   [2023-02-13]. （原始内容存档于2022-11-26）.